# Кюрнах
Кюрнах (нім. Kürnach) — громада в Німеччині, розташована в землі Баварія. Підпорядковується адміністративному округу Нижня Франконія. Входить до складу району Вюрцбург.
Площа — 12,29 км2. Населення становить 4791 ос. (станом на 31 грудня 2020).